# Ectobius vittiventris
Ectobius vittiventris is een insect uit de orde kakkerlakken en de familie Ectobiidae. Oorspronkelijk kwam zij uitsluitend voor ten zuiden van de Alpen, maar sinds het einde van de twintigste eeuw breidt het verspreidingsgebied zich noordwaarts uit, onder meer naar Zwitserland, Duitsland, Oostenrijk en Nederland.

## Beschrijving
Volwassen dieren zijn 9 tot 14 mm lang, slank gebouwd en lichtbruin van kleur. De antennen zijn ongeveer tweemaal zo lang als het lichaam, en de poten zijn voorzien van duidelijke stekels. Het halsschild (pronotum) is egaal lichtbruin en aan de randen doorschijnend. De vleugels reiken bij beide geslachten voorbij het uiteinde van het achterlijf en kunnen fijngevlekt zijn.
Het aantal en de plaatsing van de doornige stekels op de middelste en achterste dijen (één of twee) is kenmerkend voor het geslacht Ectobius.
Bij vrouwtjes is de oötheek (eipakket) 2,9 tot 4,9 mm lang, licht gebogen en voorzien van fijne dwarslijntjes en lengteribben. Bij mannetjes zijn de klierkuiltjes op het achtste rugplaatsegment groot, ovaal en geulvormig, met lange haren; de styli aan de achterlijfsuiteinden zijn relatief groot.

## Leefwijze
E. vittiventris leeft hoofdzakelijk buitenshuis, vaak in lage struiken, tuinen en onder bloempotten. De soort voedt zich met rottend plantaardig materiaal. Bij warm, droog weer kan de populatie sterk toenemen, waardoor exemplaren vaker woningen binnenvliegen, aangetrokken door kunstlicht. In huis overleven zij doorgaans slechts enkele dagen wegens gebrek aan geschikt voedsel.

## Verspreiding
Van oorsprong komt de soort voor in Zuid-Europa, ten zuiden van de Alpen. Rond 1999 werd zij voor het eerst noordelijk van dit gebied waargenomen, in noordelijk Zwitserland (Zürich, Winterthur). In Duitsland werd de soort vanaf 2002 gemeld in Baden-Württemberg, Thüringen, Beieren en Rijnland-Palts, en vanaf 2015 ook in Noordrijn-Westfalen. Sinds 2018 wordt de soort in toenemende mate in Wenen waargenomen. In de 21e eeuw zijn ook waarnemingen in Nederland gedaan.

## Vergelijkbare soorten
- Dwarsbandkakkerlak (Planuncus tingitanus) s.l. – vleugels reiken niet tot het uiteinde van het achterlijf, en de soort heeft een lichte streep op het voorhoofd die bij E. vittiventris ontbreekt.
- Bleke kakkerlak (Ectobius pallidus) – lijkt sterk op E. vittiventris, maar de oötheek van het vrouwtje is glad en de klierkuiltjes van het mannetje zijn kleiner.
- Duitse kakkerlak (Blattella germanica) – heeft twee donkere lengtestrepen op het pronotum, is nachtactief, kan niet vliegen en vermijdt licht.

## Afbeeldingen

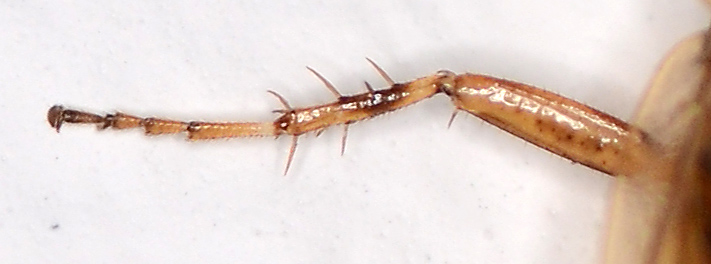
Been
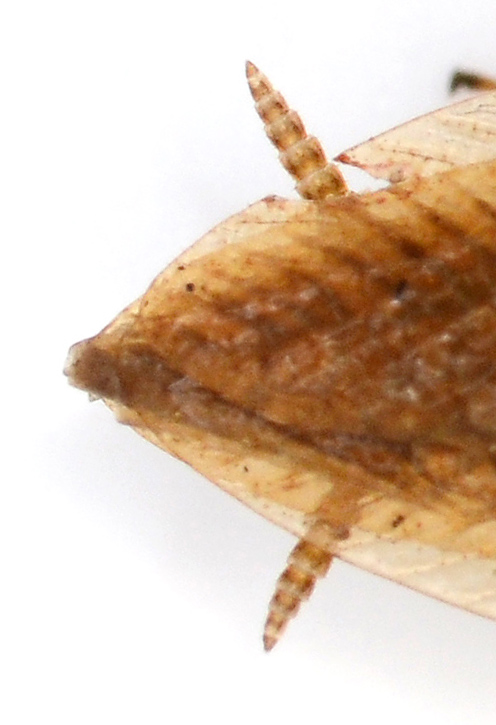
De cerci aan het uiteinde van het achterlijf.
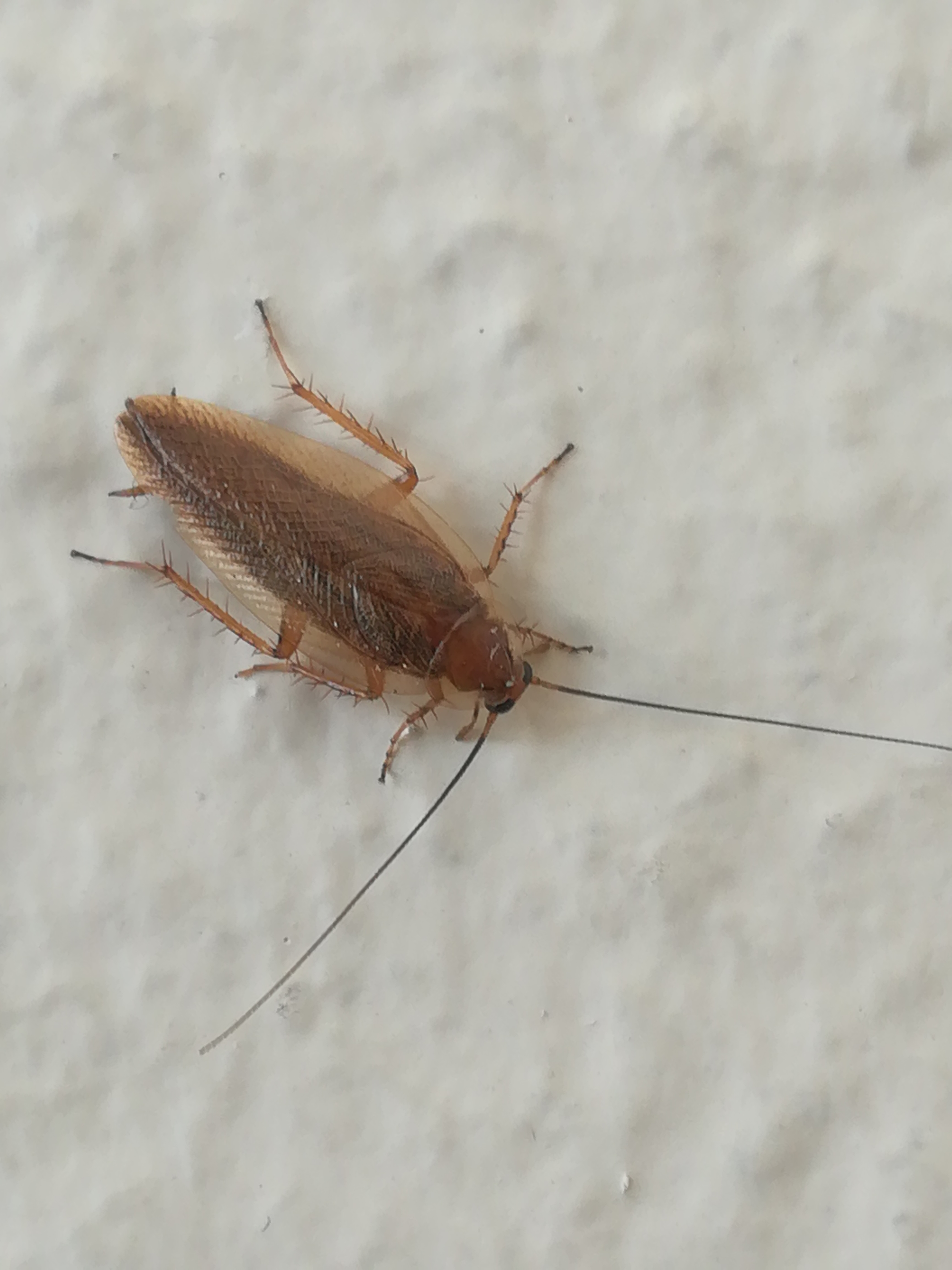
Mannetje